# Miklós Kásler
Miklós Kásler (ur. 1 marca 1950 w Budapeszcie) – węgierski lekarz, onkolog i nauczyciel akademicki, dyrektor Krajowego Instytutu Onkologii, w latach 2018–2022 minister zasobów ludzkich.

## Życiorys
W latach 1968–1974 studiował medycynę na uczelni Szent-Györgyi Albert Orvostudományi Egyetem (SZOTE), włączonej później w skład Uniwersytetu Segedyńskiego. Uzyskiwał specjalizacje lekarskie w tym z zakresu chirurgii, chirurgii plastycznej oraz onkologii klinicznej, a także kolejne stopnie naukowe. Jako nauczyciel akademicki związany m.in. z macierzystą uczelnią, później z Uniwersytetem Semmelweisa w Budapeszcie i Uniwersytetem w Peczu. Od 1981 zatrudniony również w Krajowym Instytucie Onkologii, w 1992 został dyrektorem generalnym tej jednostki. Członek licznych towarzystw naukowych. Laureat m.in. nagrody naukowej Széchenyi-díj (2018).
W kwietniu 2018 premier Viktor Orbán ogłosił jego kandydaturę na urząd ministra zasobów ludzkich w swoim czwartym rządzie. Urząd ten objął w maju tegoż roku, sprawował go do maja 2022. W tym samym roku został przewodniczącym instytucji badawczej Magyarságkutató Intézet.